# Hampton & Richmond Borough F.C.
Hampton & Richmond Football Club é um clube de futebol da Inglaterra, com sede no subúrbio de Hampton, no bairro londrino de Richmond upon Thames. Foi fundado em 1921 como Hampton F.C. e seus jogos em casa são disputados no Beveree Stadium, o qual tem capacidade para 3 500 pessoas. Atualmente disputa a National League South, equivalente à sexta divisão do Campeonato Inglês. Alan Dowson é o atual treinador do clube.

## Conquistas
- National League South
  - Vice-campeão: 2008–09

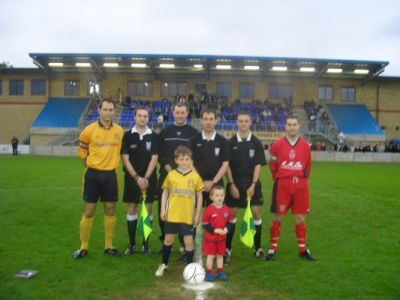
Hampton & Richmond x Slough Town na final da Isthmian League Cup em 2005

  - Finalista do play-off: 2007–08, 2008–09
- Isthmian League Premier Division
  - Campeão: 2006–07, 2015–16[1]
- Isthmian League Division One South
  - Promovido: 2003–04
- Isthmian League Division One
  - Promovido: 1997–98
- Isthmian League Division Two
  - Promovido: 1995–96
- Isthmian League Division Three
  - Promovido: 1991–92
- FA Cup
  - Melhor resultado: Primeira rodada 2000–01, 2007–08
- FA Trophy
  - Melhor resultado: Terceira rodada[2]
- Isthmian League Cup
  - Melhor resultado: Vice-campão 2001–02, 2004–05
- Middlesex Senior Cup
  - Campeão: 2005–06, 2007–08, 2011–12,[3] 2013–14[4]
  - Vice-campeão: 2004–05
- Middlesex Super Cup
  - Campeão: 1999–2000, 2006–07